# Fuchū, Tōkyō

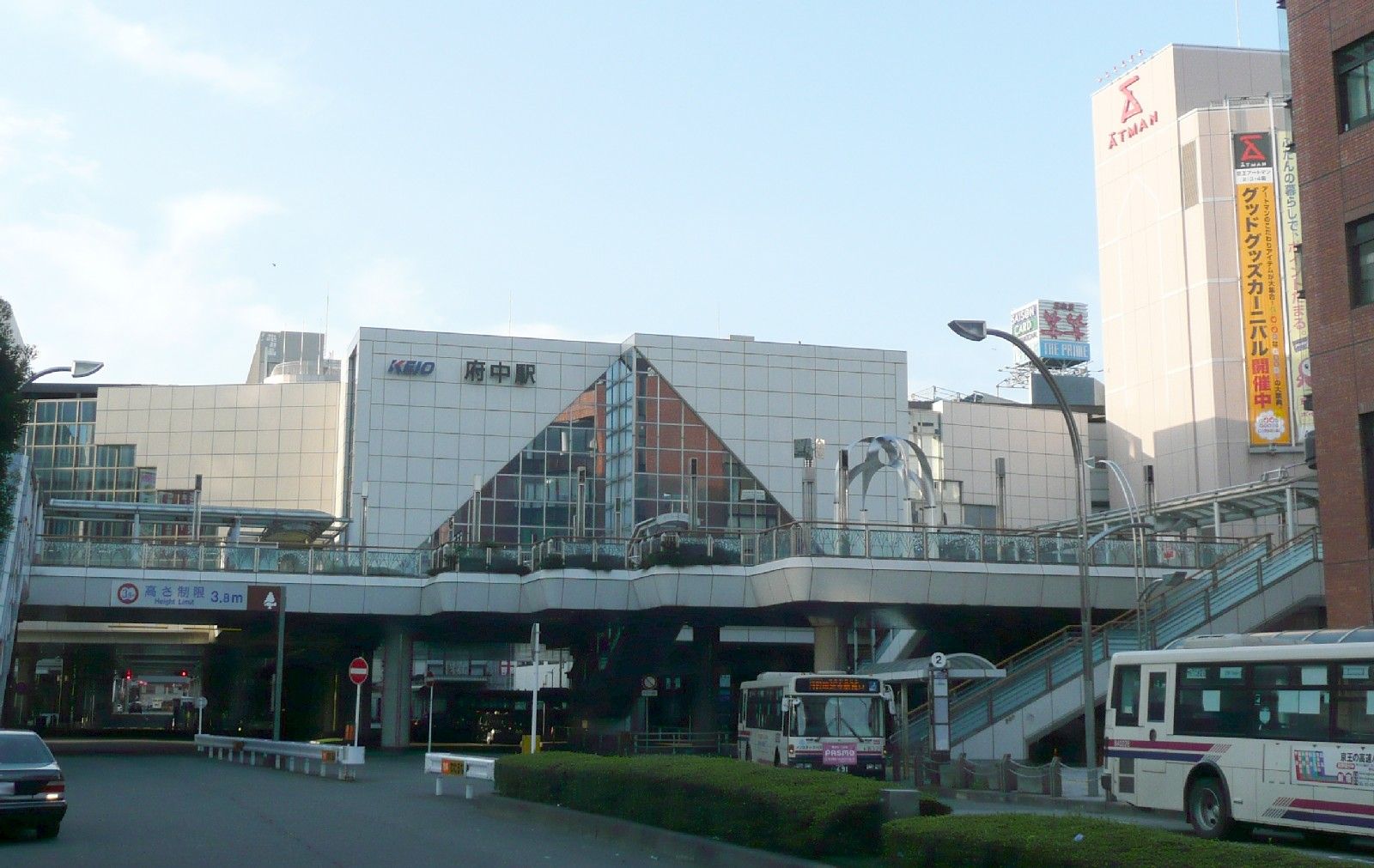
Gara

Fuchū (府中市 Fuchū-shi?) este un municipiu din Japonia, zona metropolitană Tokyo.